# Liste der Premierminister von St. Kitts und Nevis
Liste der Premierminister von St. Kitts und Nevis.

## Chief Minister
| Name            | Lebensdaten | Amtszeit                     |
| --------------- | ----------- | ---------------------------- |
| Paul Southwell  | 1913–1979   | 1. Januar 1960 – Juli 1966   |
| Robert Bradshaw | 1916–1978   | Juli 1966 – 27. Februar 1967 |

## Premier
| Name                | Lebensdaten | Amtszeit                              |
| ------------------- | ----------- | ------------------------------------- |
| Robert Bradshaw     | s. o.       | 27. Februar 1967 – 23. Mai 1978       |
| Paul Southwell      | s. o.       | 23. Mai 1978 – 18. Mai 1979           |
| Lee Llewellyn Moore | 1939–2000   | 18. Mai 1979 – 21. Februar 1980       |
| Kennedy Simmonds    | * 1936      | 21. Februar 1980 – 19. September 1983 |

## Premierminister
| Name             | Lebensdaten | Amtszeit                          |
| ---------------- | ----------- | --------------------------------- |
| Kennedy Simmonds | s. o.       | 19. September 1983 – 7. Juli 1995 |
| Denzil Douglas   | * 1953      | 7. Juli 1995 – 18. Februar 2015   |
| Timothy Harris   | * 1964      | 18. Februar 2015 – 6. August 2022 |
| Terrance Drew    | * 1977      | seit 6. August 2022               |